# Don’t Wanna Fight
Don't Wanna Fight – piosenka i pierwszy singel amerykańskiego zespołu rockowego Alabama Shakes, pochodzący z albumu Sound & Color. Został wydany 10 lutego 2015 przez ATO Records. Utwór uzyskał dwie nominacje do nagród Grammy - w kategoriach Najlepsze Wykonanie Rockowe i Najlepsza Piosenka Rockowa.

## Notowania

### Świat
- Belgia - Walonia: 31, Flandria: 32[4]
- Francja: 112[5]

### Media polskie
- Lista Przebojów Trójki: 28[6]